# Разговор начистоту
«Разговор начистоту» (англ. Straight Talk) — американская кинокомедия 1992 года режиссёра Барнета Келлмана.

## Сюжет
Ширли Кэньон разрывает отношения со своим бойфрендом и переезжает в Чикаго, мечтая изменить свою жизнь. Совершенно случайно Ширли попадает на местную радиостанцию, где её из-за одинаковой фамилии принимают за известного психолога и доктора наук. О том, что она вовсе не психолог, узнают позже... Но какова будет реакция? И помогла ли она людям, которым дала советы?

## В ролях
| Актёр            | Роль                |
| ---------------- | ------------------- |
| Долли Партон     | Ширли Кэньон        |
| Джеймс Вудс      | Джек Расселл        |
| Гриффин Данн     | Алан Ригерт         |
| Майкл Мэдсен     | Стив                |
| Дирдри О'Коннелл | Лили                |
| Тери Хэтчер      | Дженис              |
| Джон Сейлз       | Жирарди             |
| Джерри Орбах     | Майло Якоби         |
| Филип Боско      | Джин Перлман        |
| Эми Мортон       | Энн                 |
| Сполдинг Грей    | доктор Дэвид Эрдман |
| Джей Томас       | Цим Циммерман       |